# Гурамі медовий
Гура́мі медо́вий (Trichogaster chuna) — вид лабіринтових риб з родини осфронемових. Одна з популярних акваріумних риб. У природі зустрічається в зарослих прісних водоймах на північному сході Індії (штати Ассам, Західний Бенгал) та в Бангладеш.

## Класифікація
Уперше медовий гурамі був описаний в 1822 році Френсісом Гамільтоном. Як згодом виявилось, автор водночас описав самців цього виду під назвою Trichopodus chuna, а самок — під назвою Trichopodus sota. Згодом вид був перенесений до роду Colisa, створеного Жоржем Кюв'є в 1821 році, як Colisa chuna й залишався там до 2009 року. За сучасною класифікацією медового гурамі відносять до роду Trichogaster.

## Зовнішній вигляд

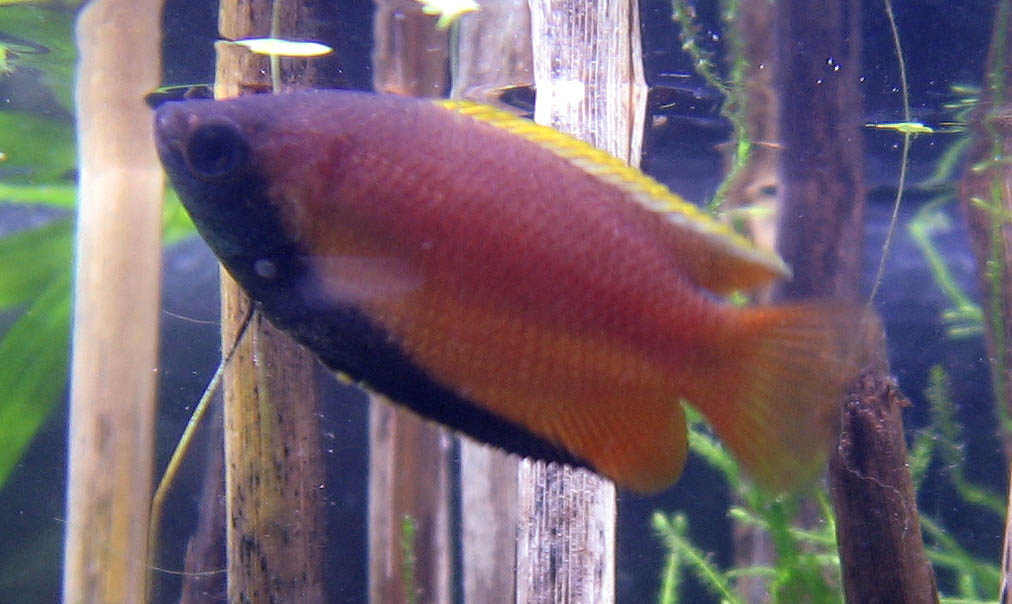
Варіація шлюбного забарвлення самця

Це найменший представник роду. Максимальна довжина медових гурамі становить 7 см, але в акваріумах такі екземпляри не зустрічаються, звичайна довжина виду в неволі становить 4-4,5 см. За формою тіла Trichogaster chuna нагадує ляліуса (Trichogaster lalia), проте ці маленькі рибки трохи стрункіші.
Формула плавців: D XVII—XIX/7-8, A XVII—XX/11-15, P 9, V 1, C 13. У бічній лінії 27-29 лусок.
Статеві відмінності у медових гурамі невиразні. Виключаючи шлюбний період самці та самки виглядають майже однаково. Тіло у них жовтувато-коричневе («медового» кольору) зі сріблястим лиском, від ока до хвостового стебла тягнеться темно-коричнева смуга, її інтенсивність може суттєво змінюватись. У цілому таке забарвлення невиразне, що шкодить більшому поширенню медових гурамі в акваріумах.
Самки в неволі часто бувають більші за самців, що є незвичним для гурамі. Спинний плавець у самців загострений на кінці, у самок — закруглений, але ця ознака мало помітна. Дорослих самок легко впізнати по товстому череву.
Відтінки забарвлення медових гурамі змінюються залежно від фізіологічного стану та умов існування риб. Різко змінюються барви у збуджених самців, що можна спостерігати в нерестовий період або під час бійок між самцями-суперниками. Вони перетворюються на справжніх красенів. Тіло, хвостовий плавець, задні частини спинного й анального плавців набувають у них золотавого, навіть червоного забарвлення, а голова, горло, черево, передня частина анального плавця і довгі черевні плавці-вусики контрастують синьо-чорними барвами. У передній частині анального плавця з'являється тоненька оранжево-червона оторочка. Верхівка спинного плавця стає лимонно-жовтою, ближче до спини цей колір переходить у бірюзовий.
Самка в період нересту зберігає звичайне забарвлення.
Коли в акваріумі тримають разом декількох самців, барвистим стає лише найсильніший із них, решта залишаються блідими, їх важко відрізнити від самок. Іноді трапляється й навпаки, коли самка, яка вже неодноразово нерестилася, набирає кольори самця.
В умовах акваріума було виведено декілька порід медового гурамі, що відрізняються за забарвленням: червона, золота, жовта. У самців цих порід не спостерігаються зміна забарвлення в нерестовий період. Медові гурамі з природним забарвленням вважаються набагато красивішими, ніж різні виведені форми.
Золотих медових гурамі інколи плутають із золотою формою плямистого гурамі (Trichopodus trichopterus), від яких вони відрізняються меншими розмірами — 5-7 см проти 10-12 см. Інколи червоного медового гурамі плутають з червоним ляліусом.

## Утримання
Медовий гурамі може добре себе почувати в невеличкому акваріумі місткістю 20-30 літрів, проте краще, якщо помешкання буде більшим.
До складу води ці рибки особливих вимог не виставляють і пристосовуються до наявних умов. Реакція води (pH) бажано, щоб була слабкокислою або нейтральною (6,0-7,0), твердість в межах 6-12°, температура 23-27 °C. На риб погано впливає яскраве освітлення й різкі коливання температури води. Воду підмінюють щотижня невеликими порціями.
Годують різноманітними живими, замороженими, рослинними та якісними сухими кормами. Важливо, щоб корм був дрібним.
Утримувати медових гурамі найкраще у видовому акваріумі, парами або групами з 4-6 риб або більше. При груповому утриманні серед риб встановлюється ієрархія. Дорослі самці займають певні території й захищають їх від інших риб. Тому кожному з них потрібно надати площу щонайменше 30х30 см. Можна також тримати медових гурамі в спільному акваріумі разом з невеликими за розмірами, миролюбними рибами, краще якщо ті будуть мешканцями нижніх шарів води. Медові гурамі — мирні, спокійні й дещо лякливі риби, великі та активні сусіди відтіснятимуть їх від корму.
Акваріум має бути добре засаджений рослинами, риб слід забезпечити схованками біля поверхні води.

## Розмноження
Нереститися починають у 5-6-місячному віці. Розведення не складне, хоча деякі риби з першого разу не хочуть відкладати ікру. Нерест парний. Рибам потрібне нерестовище на 10-15 літрів води. Використовують зазвичай прямокутні суцільноскляні або клеєні з оргскла акваріуми. До нерестовища кладуть дрібнолисті плавучі рослини, щоб у їх гущавині самка мала змогу ховатись від самця. Якщо на нерест відсаджена самка, яка не готова до нересту або вже віднерестилася, самець, нападатиме на неї. Рівень води повинен бути близько 10 см. Вода потрібна м'яка (4-7˚dH), кислувата (рН6,4-7,0). Оптимальна температура 26-27˚С. Не слід захоплюватись занадто високою температурою, як для інших лабіринтових риб, тому що тоді мальки медових гурамі виводяться кволими. Рух води в акваріумі повинен бути мінімальним.
Про готовність самок до нересту свідчить здуте черевце. Для стимулювання розмноження можна підвищити температуру води на 2-3 °C.
Самець будує серед листя рослин на поверхні води велике, розміром з долоню, гніздо з бульбашок повітря. Це вражає, особливо якщо порівняти розміри гнізда з розмірами самого самця. Для будівництва він може використовувати частинки рослин, а може обійтись і без них. Гніздо в медових гурамі низьке й нестійке, але самець постійно займається його вдосконаленням. Іноді нерест відбувається й без гнізда. Коли самець побачить готову до нересту самку, то підпливає до неї й починає загравати. Задравши носа, від витанцьовує перед своєю партнеркою. Цей танок є характерною особливістю виду. Поступово самець заманює самку під гніздо, де рибки відкладають ікру. За один акт самка відкладає до 20 ікринок, а за весь нерест 80-120, максимум 300 штук. Ікринки близько 1 мм у перетині. Самець збирає їх ротом і вкладає в одну купу до гнізда.
Після закінчення нересту самку відсаджують, а самець зостається доглядати за гніздом. Він виявляє неабияку турботу про своє потомство. Вилуплення личинок, залежно від умов, відбувається через 20-48 годин. Ще за 3-5 днів личинки перетворюються на мальків, починають вільно плавати й харчуватися. Весь цей час самець не відпливає від гнізда, лагодить його, ловить ротом личинок, що розпливаються, і повертає їх до гнізда. У цей час його потрібно годувати, інакше під кінець третьої доби батько може поїсти мальків. Коли мальки попливуть, вони стають самостійними, і самця тепер забирають з нерестовища.
Вигодовувати мальків медового гурамі, як і всіх представників роду, зручно у весняно-літній період, коли легко наловити в достатній кількості дрібний корм, так званий «живий пил». Саме ці організми є першим кормом для мальків. Якщо такого корму немає, можна давати евглен, інфузорій, дрібні фракції оцтової нематоди. Критичними можна вважати перші 4-5 днів. Пізніше мальки будуть здатні брати більший корм, і їх можна вигодовувати оцтовими нематодами, гриндалем, наупліусами артемії дрібними циклопами або дафніями. Ростуть вони швидко, але нерівномірно. Протягом усього періоду вигодовування мальків воду в акваріумі слід аерувати і частково підмінювати на відстояну свіжу. Аерація повинна бути слабкою, але ефективною (чим менші за розміром бульбашки виходять з розпилювача, тим краще). Якщо розпилювач призводить до значного руху води, мальки не зможуть протистояти течії, швидко виб'ються із сил і загинуть.

## Гібриди медового гурамі та ляліуса
Каспарянц повідомляє, що 1977 року йому тричі вдавалося провести нерест Trichogaster lalia Х Trichogaster chuna. Потомство виявилось дуже слабким, виростити вдалося лише одного гібрида. Ним виявилась неплідна самка, що за формою нагадувала медового гурамі, а за забарвленням успадкувала ознаки обох батьків.